# Pińczów
Pińczówⓘ é um município no sudeste da Polônia. Pertence à voivodia da Santa Cruz, no condado de Pińczów. É a sede da comuna urbano-rural de Pińczów.
Estende-se por uma área de 14,3 km², com 9 632 habitantes, segundo o censo de 31 de dezembro de 2024, com uma densidade populacional de 672 hab./km².
Uma cidade nobre privada fundada em 1428, estava localizada na segunda metade do século XVI no condado de Wiślicki, voivodia de Sandomierz.
Entre 1961 e 1972, a cidade foi a sede da gromada de Pińczów, mas não fazia parte dela. De 1975 a 1998, a cidade pertenceu administrativamente à voivodia de Kielce.

## Localização

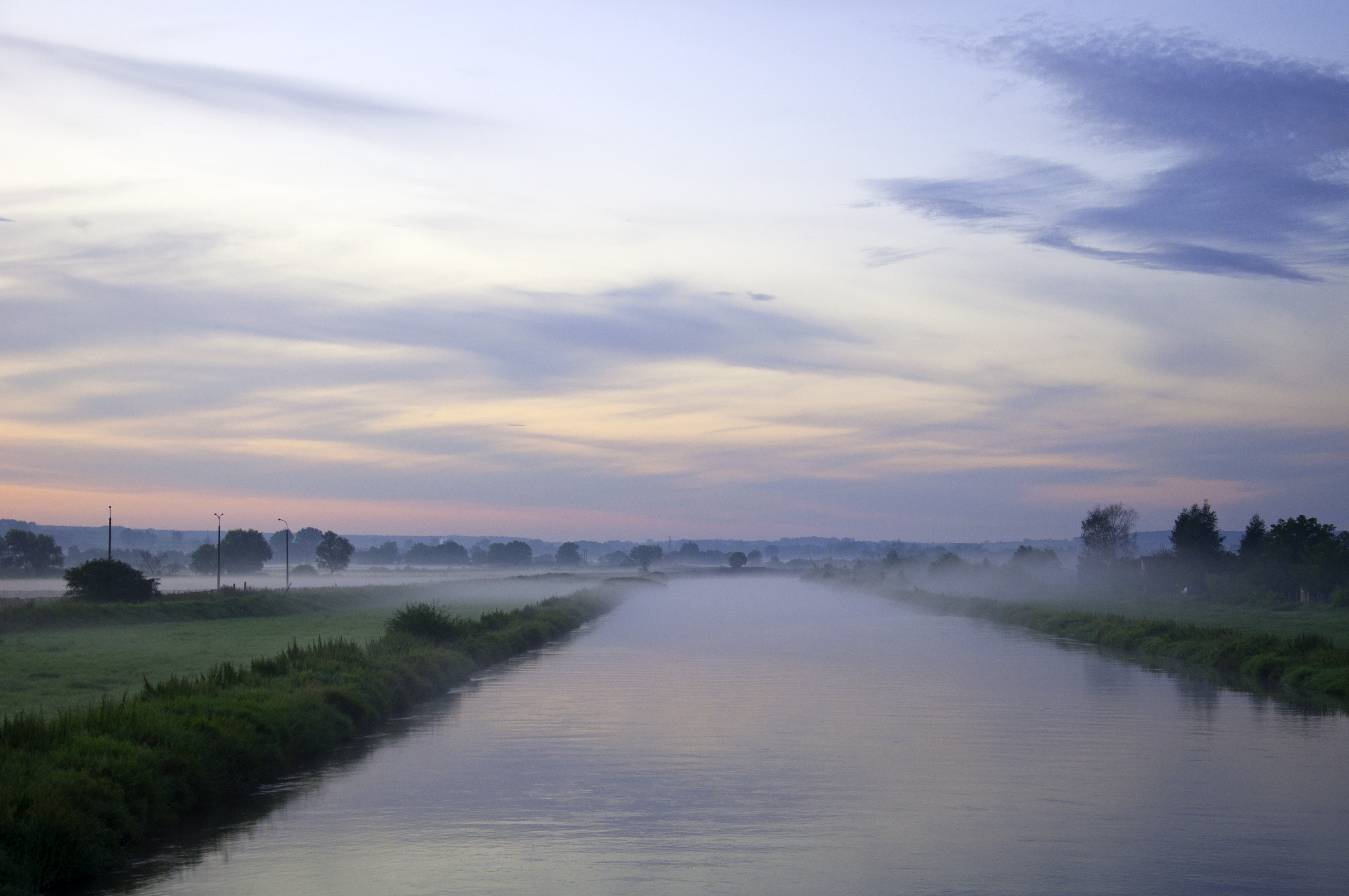
Rio Nida passando por Pińczów

Pińczów fica na região de Ponidzie, no rio Nida, 42 km ao sul de Kielce. A cidade está parcialmente localizada no vale do Nida, assentada nas encostas das colinas que formam o monte Pińczowski ao norte.
A estrada provincial n.º 766, de Morawica a Węchadłów, passa pela cidade. A estrada provincial n.º 767, que leva a Busko-Zdrój, começa aqui.
Em Pińczów, há uma estação ferroviária chamada Pińczów Wąski — parte da Ferrovia Świętokrzyska.
A cidade é o ponto de partida da trilha turística azul que leva a Wiślica.
Na pedreira local de calcário, foi encontrado um esqueleto de baleia de 15 milhões de anos.

## História

### Fundação
O desenvolvimento de Pińczów começou com uma pedreira que existia no século XII. A segurança dos mineiros era protegida por um pequeno castro defensivo, provavelmente destruído pelos tártaros em 1241. Na primeira metade do século XIV, um castelo gótico foi erguido em seu lugar, ao pé do qual se desenvolveu um assentamento. Originalmente, chamava-se Piędziców (1405 — Pandziczow, por volta de 1470 — Pyandzyczow). O nome moderno é usado desde o século XVI. Nenhuma informação sobre os primeiros proprietários de Pińczów foi preservada. Sabe-se que, em 1424, o assentamento tornou-se propriedade da família Oleśnicki. Eles construíram uma nova residência em Góra Zamkowa e fundaram um mosteiro paulino no assentamento.
Em 21 de setembro de 1428, no castelo em Lublin, o rei Ladislau II Jagelão concedeu a Pińczów, uma aldeia de Jan de Oleśnica, castelão de Żarnów, o direito da lei de Magdeburgo com o privilégio de feiras semanais e anuais.
Naquela época, os habitantes locais se dedicavam principalmente à agricultura, à fruticultura, ao cultivo de videiras e à criação de gado. Na primeira metade do século XVI, o proprietário do arrendamento da cidade era o burgrave de Cracóvia, Jan Tęczyński. Em 1546, Pińczów voltou para a família Oleśnicki.

### Centro da Reforma protestante

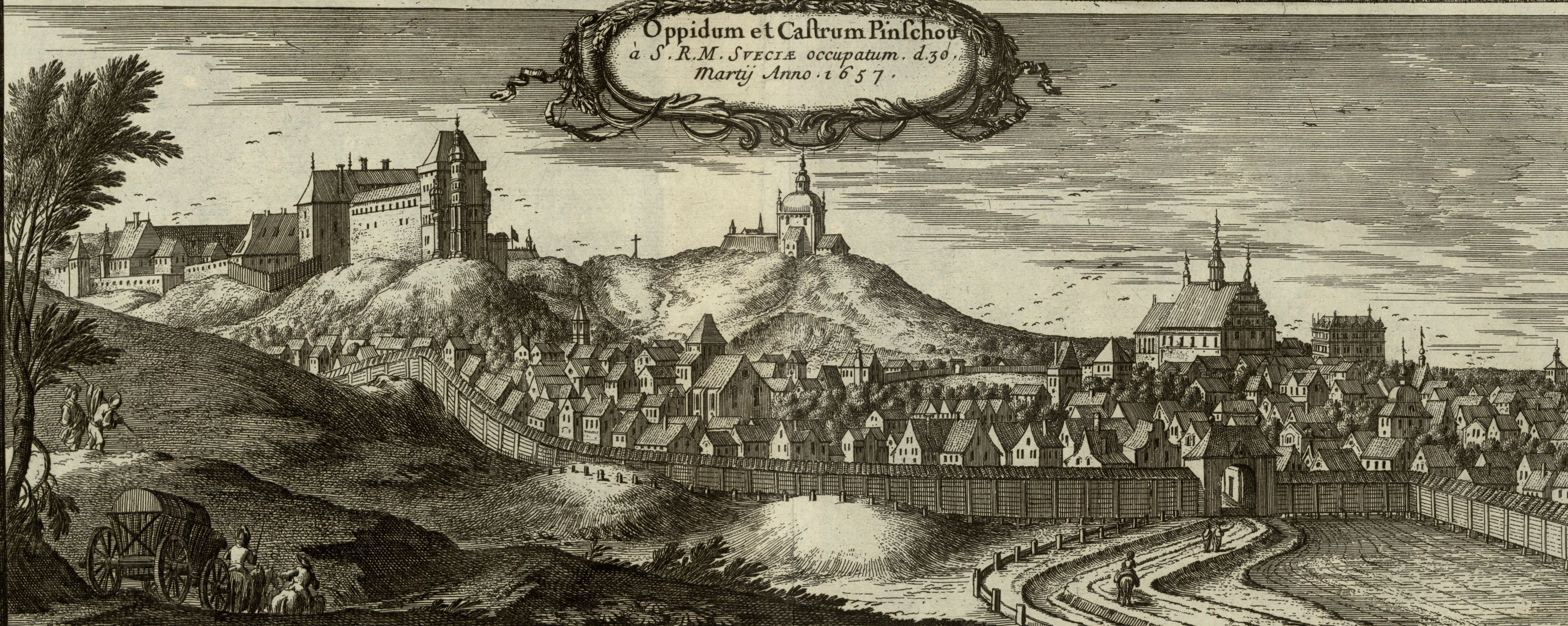
Panorama de Pińczów de 1657, com o castelo visível na colina à esquerda, em uma placa de cobre conforme um desenho de Erik Dahlbergh

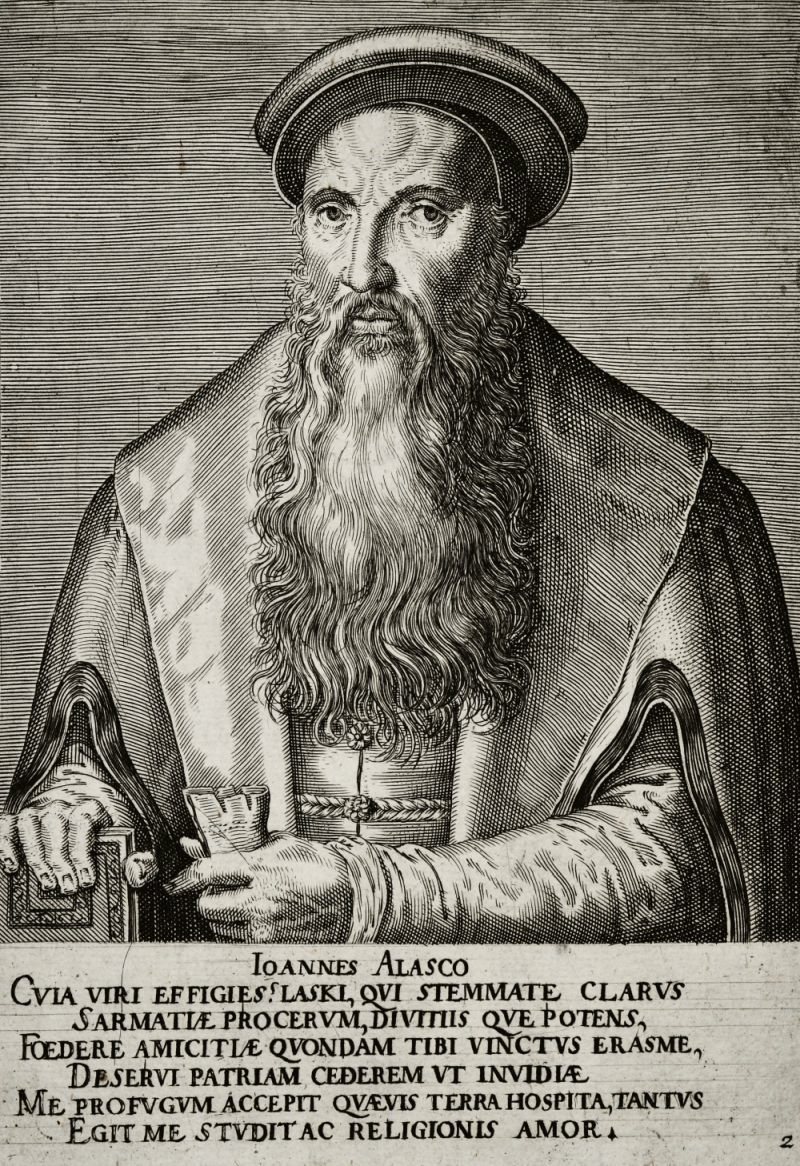
Jan Laski — o mais proeminente ativista da Reforma polonesa — dedicou os últimos anos de sua vida ao fortalecimento da Reforma em Pińczów. Foi o principal iniciador de uma nova tradução da Bíblia para o polonês, mais tarde chamada de Bíblia de Pińczów, em homenagem ao local da tradução. Morreu lá sendo enterrado na igreja calvinista da época (atualmente a igreja de São João Evangelista)

Devido a Mikołaj Oleśnicki, a cidade se tornou um centro da Reforma Protestante. Oleśnicki deu abrigo ali, entre outros, a Franciszek Stankar, professor da Academia de Cracóvia, preso pelo bispo de Cracóvia no castelo de Lipowiec e libertado por um grupo de nobres. Entre 1550 e 1551, os monges paulinos foram expulsos da cidade e a igreja foi transformada em um templo calvinista. O Pińczów Gymnasium, mais tarde conhecido como Atenas Sarmatiana, foi fundado nos antigos prédios do mosteiro. A escola foi administrada, entre outros, pelo francês Piotr Statorius-Stojeński, um ex-aluno da faculdade em Lausana. Ele foi enviado à Polônia graças à ajuda do próprio João Calvino. Statorius foi o autor de um programa escolar detalhado publicado sob o título O Dispositivo do Ginásio de Pińczów. Foi o primeiro documento desse tipo na história da educação polonesa.
Em junho de 1559, as palavras do hino de Jan Kochanowski “Czego chcesz od nas, Panie, za Twe hojne dary?” foram lidas publicamente pela primeira vez na igreja de São João Evangelista, que havia sido tomada pelos protestantes.
No mesmo ano, surgiu um conflito entre a equipe de professores da academia devido a disputas dogmáticas sobre a natureza da Trindade. A academia foi então abandonada por seu reitor, Grzegorz Orszak. Statorius foi eleito o novo reitor da academia.
Conforme o princípio básico da Reforma, a Bíblia deveria ser lida na língua materna. Assim, em Pińczów, entre 1556 e 1563, a comunidade acadêmica associada à universidade local fez uma tradução completa da Bíblia para o polonês. Foi a segunda na história, depois da Bíblia católica Leopolita, mas a primeira devido à tradução direta dos textos originais — o Antigo Testamento do aramaico e do hebraico, o Novo Testamento do grego. Ela também usou um método inovador para a época: traduções literais, muitas vezes com som artificial em polonês, foram evitadas e substituídas por equivalentes e interpretações nativas mais naturais. A partir de maio de 1560, o trabalho de tradução foi financiado pelo príncipe Mikolaj Radziwill Czarny (o custo foi de cerca de 3 000 zlotys vermelhos) e patrocinado pelo proprietário de Pińczów, Mikolaj Oleśnicki. A obra coletiva foi publicada em 4 de setembro de 1563 em Brześć Litewski, impressa por Cyprian Bazylik em uma gráfica de propriedade de Mikołaj Radziwiłł Czarny, em uma edição de cerca de 500 cópias. Tornou-se a obra básica nas igrejas evangélicas do Grão-Ducado da Lituânia e da Coroa do Reino da Polônia. Na maioria das vezes, ela é chamada de Bíblia de Brest devido ao local de publicação, mas, paralelamente, na historiografia, é chamada de Bíblia de Pińczów.
Entre 1558 e 1562, havia uma gráfica na cidade que publicava obras da Reforma Protestante. Seu fundador foi Daniel de Łęczyca. Entre outros, Andrzej Frycz Modrzewski imprimiu suas obras em Pińczów.
Representantes do movimento da reforma se reuniram na cidade, e 22 sínodos foram realizados lá. Entre outros, Jan Laski ficou na cidade e, após sua morte, foi enterrado no presbitério da igreja local.

### Séculos XVI a XIX

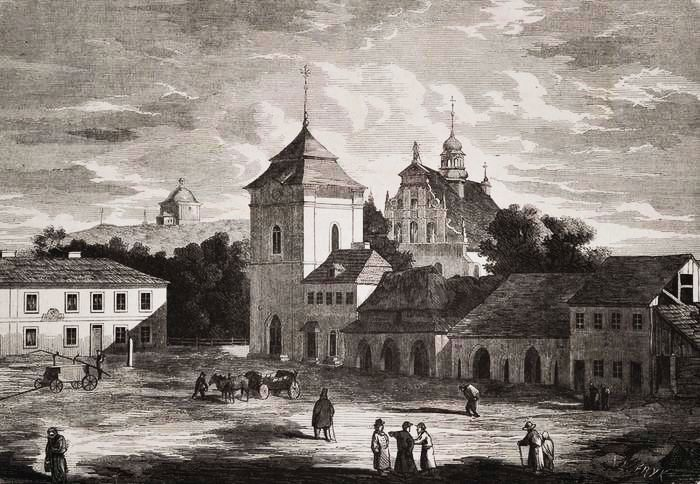
Praça principal em 1865. Ao fundo, pode-se ver a igreja de São João Evangelista

O centro da Reforma em Pińczów foi encerrado pelo bispo de Cracóvia, Piotr Myszkowski, que comprou a cidade em 1586. Houve uma rápida recatolicização de Pińczów. Os padres paulinos retornaram à cidade, e a escola secundária de Pińczów adotou o currículo de uma escola paroquial.
A família Myszkowski, em pouco tempo, tornou-se uma das mais importantes da República. Os herdeiros do bispo, Zygmunt e Aleksander Myszkowski, obtiveram a adoção da família ducal Gonzaga de Mântua por volta de 1597. A família Myszkowski adotou o brasão e o sobrenome Gonzaga. O Papa Clemente VII lhes concedeu o título de Margraves de Mirów. Esse título estava ligado ao castelo de Mirów em Książ Wielki. Em 1601, a família Myszkowski recebeu permissão do Sejm da República para criar uma propriedade ancestral.
Na virada dos séculos XVI e XVII, a família Myszkowski reconstruiu o antigo castelo Oleśnicki em uma residência maneirista. A oficina do famoso escultor Santi Gucci funcionava em Piñczów nessa época. Gucci supervisionou a reconstrução do castelo de Pińczów e também projetou a capela de Santa Ana naquela época.
Em 1592, Zygmunt Myszkowski fundou a nova cidade de Mirów a leste de Pińczów. No entanto, já em 1612 ela foi anexada à vizinha Pińczów. A própria Pińczów era cercada por fortificações de madeira e terra. A cidade podia ser acessada por um dos quatro portões: os portões Chęcińska, Kielecka, Nowokorczyńska e Kraków.
Em 1637, o proprietário Ferdinand Gonzaga Myszkowski hospedou em sua residência Cecília Renata de Áustria, que estava a caminho de Varsóvia para participar de seu casamento com o rei Ladislau IV Vasa.
No século XVII, muitos estrangeiros se instalaram na cidade. A maioria veio da Itália, que abriu oficinas de pedreiro usando a pedra Pińczów extraída na área. Também chegaram escoceses, franceses, alemães e judeus.
Em 1657, o exército sueco ocupou a cidade e o castelo. Em 1701, para o 100.º aniversário da Portaria Pińczów, o Ordynat Józef Władysław Gonzaga-Myszkowski fundou uma colônia acadêmica sob a administração da Academia de Cracóvia. Entre 1757 e 1761, Hugo Kołłątaj estudou lá. Após a Batalha de Kliszów em 1702, a cidade foi novamente ocupada pelos suecos. O rei sueco Carlos XII instalou seus aposentos lá por um tempo.
Józef Władysław foi o último ordenado da família Myszkowski. Após sua morte, a cidade tornou-se propriedade da família Wielopolski. A guerra durante a Revolta de Kościuszko causou o declínio da cidade. Após a Terceira Partição da Polônia, Pińczów se viu na partição austríaca e, após o Congresso de Viena em 1815, na partição russa.
Em 1813, o Decreto de Pińczów foi dividido. Pińczów tornou-se então propriedade do advogado de Varsóvia Jan Olrych Szaniecki. Em 1839, a família Wielopolski comprou a cidade. Na década de 1820. Pińczów tinha mais de 4 mil habitantes. A indústria alimentícia se desenvolveu na cidade — o queijo era produzido. Em 1867, o condado de Pińczów foi criado. O 14.º Regimento Russo de Dragões de Jamburgo estava estacionado na cidade na segunda metade do século XIX.

### História dos judeus em Pińczów

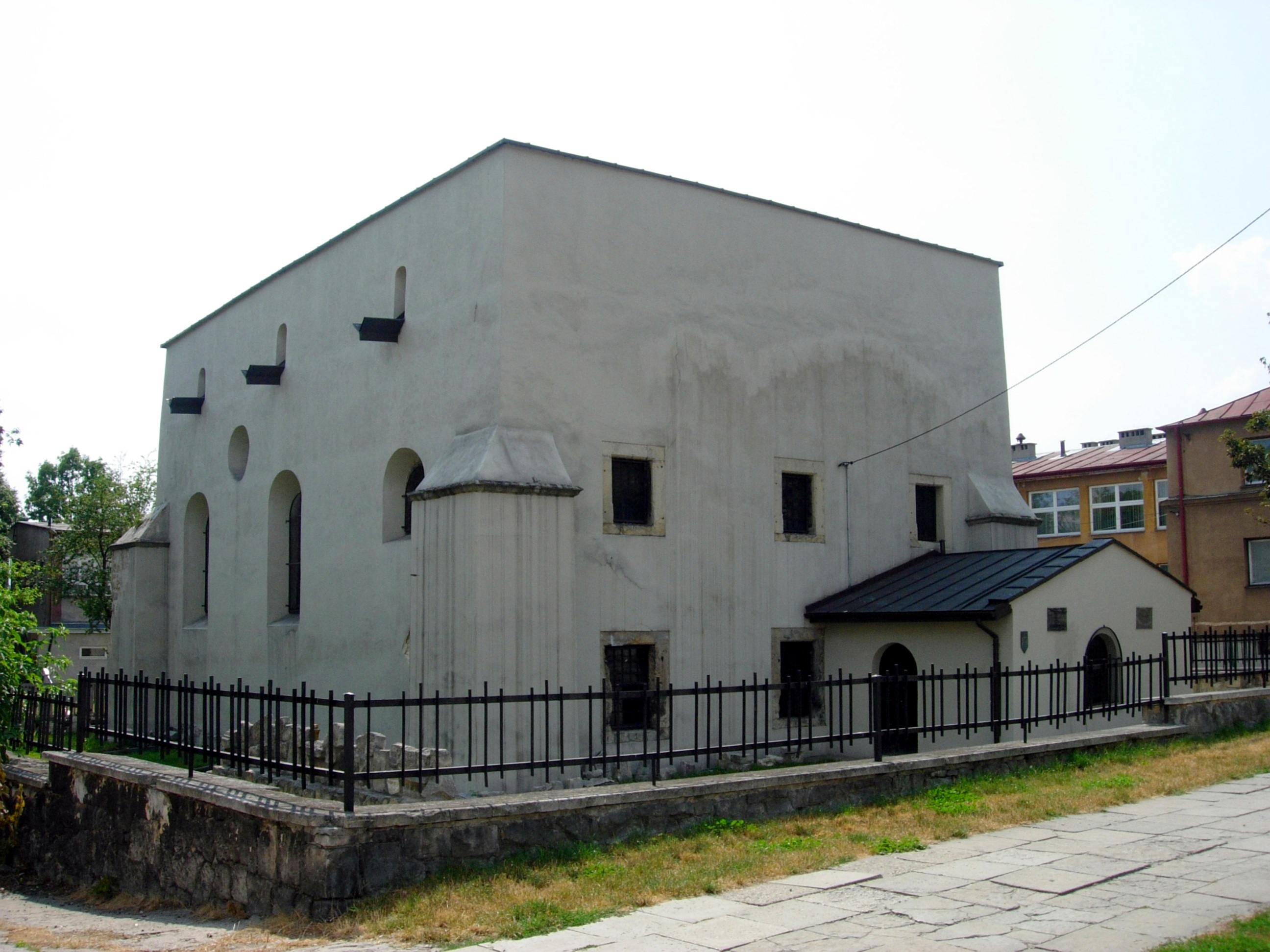
Antiga Sinagoga

Os primeiros judeus habitaram Pińczów já na primeira metade do século XVI e pagaram impostos a partir de 1576. A assembleia judaica local foi fundada no final do século XVI. Em 1594, os judeus receberam privilégios do proprietário da cidade, Zygmunt Myszkowski, incluindo a permissão para construir uma sinagoga. Também foram criadas escolas judaicas, tipografias e bibliotecas.
No século XVIII. Pińczów tornou-se um dos centros judaicos mais importantes da Pequena Polônia. Em 1765, a cidade era habitada por 2 862 judeus, enquanto em 1856 era habitada por 1 877 (70% da população). O capital judeu contribuiu para o desenvolvimento econômico da cidade no século XIX. A fábrica de tecidos de Rosenberg, uma fábrica de artigos de algodão e a tinturaria de Berenstein foram fundadas. Entre 1927 e 1930, 15 poloneses e 15 judeus participaram do conselho da cidade, presidido pelo pároco local (para evitar um impasse).
Em março de 1919, houve excessos antissemitas na cidade.
Em 1939, havia 3 500 judeus vivendo em Pińczów. Em outubro de 1942, os alemães deportaram 3 mil judeus para o campo de extermínio de Treblinka.

### Século XX

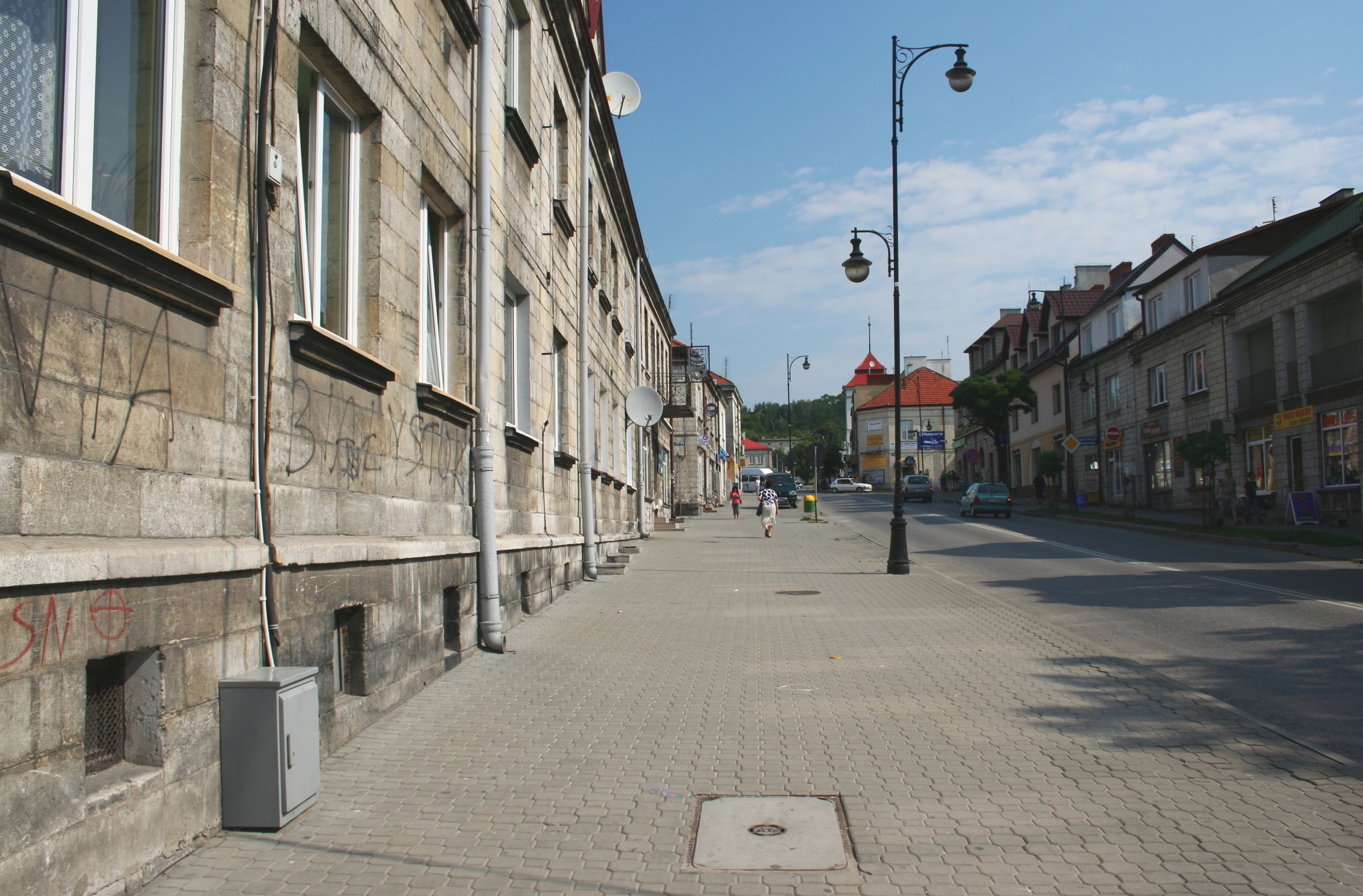
Rua Legionistów — uma das principais ruas da cidade

Em Pińczów, o 11.º Regimento de Uhlan foi formado por ordem do Comando do Exército Polonês n.º 77, de 19 de fevereiro de 1919. A tarefa de formá-lo e comandá-lo foi confiada a Mariusz Zaruski. O 11.º Regimento incluía, entre outros, uma divisão de cavalaria comandada por Antoni Jablonski “Zdzislaw”, que assumiu o cargo de vice-comandante com a primeira ordem do recém-formado 11.º Regimento, datada de 16 de março de 1919.
Durante a Segunda República Polonesa, Pińczów era uma pequena cidade distrital. O número de habitantes não ultrapassava 10 mil. O desenvolvimento da cidade foi afetado negativamente pela transferência para Sandomierz do 2.º Regimento de Infantaria da Legião, que inicialmente estava estacionado lá. No final da década de 1920, havia apenas três médicos atuando em toda a cidade.
Em 5 e 6 de setembro de 1939, ocorreram batalhas entre os soldados da Brigada de Cavalaria de Cracóvia e as tropas alemãs, o que resultou no incêndio da cidade. Durante a Segunda Guerra Mundial, a área de Pińczów foi um local de atividade partidária ativa. De julho a agosto de 1944, a cidade foi temporariamente liberada por guerrilheiros do Exército da Pátria, do Exército do Povo e dos Batalhões Camponeses. A área de 1 000 km² liberada da ocupação nazista, que incluía áreas de Pińczów a Działoszyce e de Nowy Korczyn a Nowe Brzesko, foi chamada de República de Pińczów.
Durante a Segunda Guerra Mundial, dois ataques de guerrilha foram feitos à prisão em Pińczów. O primeiro ataque foi realizado em 14 de junho de 1944 por uma unidade do Batalhão de Camponeses com cerca de 200 homens, comandada por Piotr Pawlina. Durante a ação, a prisão foi capturada, a equipe foi desarmada e 281 poloneses presos foram libertos. Em 13 de julho de 1944, foi feito um segundo ataque à prisão, por várias unidades menos numerosas do Batalhão de Camponeses, e uma influência significativa sobre o plano e o curso da ação foi exercida por: Henryk Grabala, Franciszek Barylak, Szczepan Koruba e Stanisław Stępień. A prisão foi capturada e os prisioneiros libertos. Após essa ação, a prisão em Pińczów não funcionou até o final da guerra.
A cidade foi ocupada em 13 de janeiro de 1945 por unidades do 32.º Corpo de Exército de Guardas do 5.º Exército da Primeira Frente Ucraniana.

## Demografia
Conforme os dados do Escritório Central de Estatística da Polônia (GUS) de 31 de dezembro de 2024, Pińczów é uma cidade pequena com uma população de 9 632 habitantes (10.º lugar na voivodia de Santa Cruz e 397.º lugar na Polônia), tem uma área de 14,3 km² (18.º lugar na voivodia de Santa Cruz e 456.º lugar na Polônia) e uma densidade populacional de 672 hab./km² (10.º lugar na voivodia de Santa Cruz e 473.º lugar na Polônia). Entre 2002–2024, o número de habitantes diminuiu 20,2%.
Os habitantes de Pińczów constituem cerca de 26,38% da população do condado de Pińczów, constituindo 0,83% da população da voivodia de Santa Cruz.
| Descrição                         | Total      | Total    | Mulheres   | Mulheres | Homens     | Homens   |
| --------------------------------- | ---------- | -------- | ---------- | -------- | ---------- | -------- |
| unidade                           | habitantes | %        | habitantes | %        | habitantes | %        |
| população                         | 9 632      | 100      | 5 034      | 52,3     | 4 598      | 47,7     |
| área                              | 14,3 km²   | 14,3 km² | 14,3 km²   | 14,3 km² | 14,3 km²   | 14,3 km² |
| densidade populacional (hab./km²) | 672        | 672      | 351,5      | 351,5    | 320,5      | 320,5    |

## Monumentos históricos

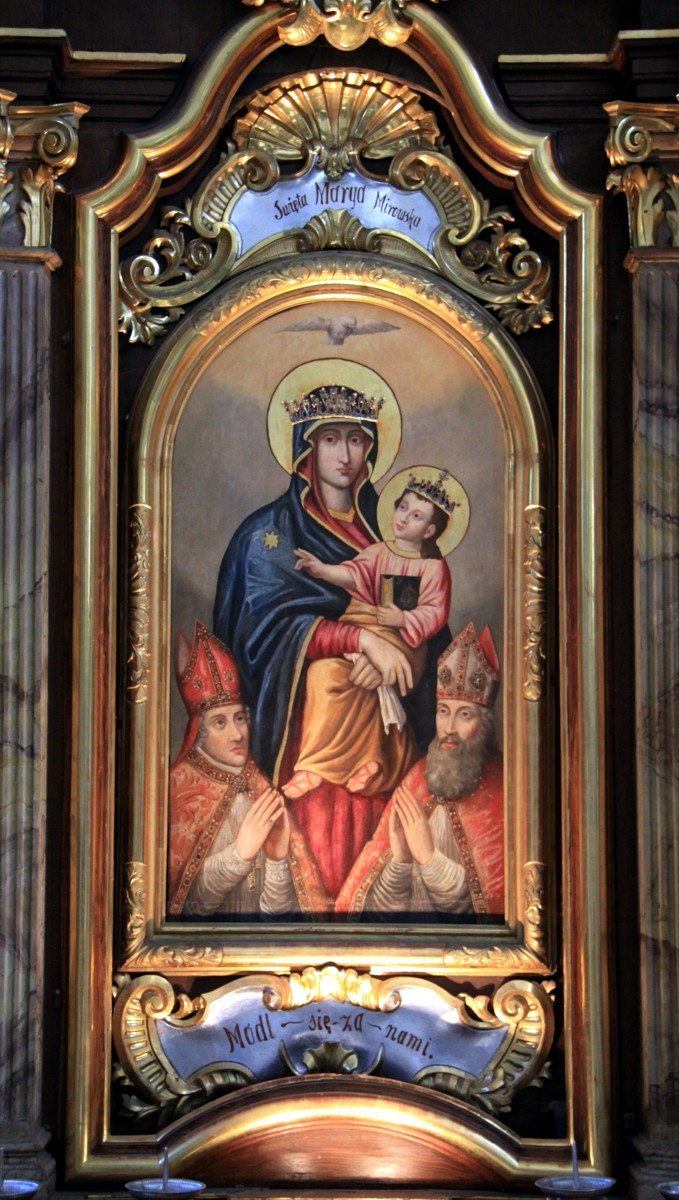
Imagem de Nossa Senhora de Mirów

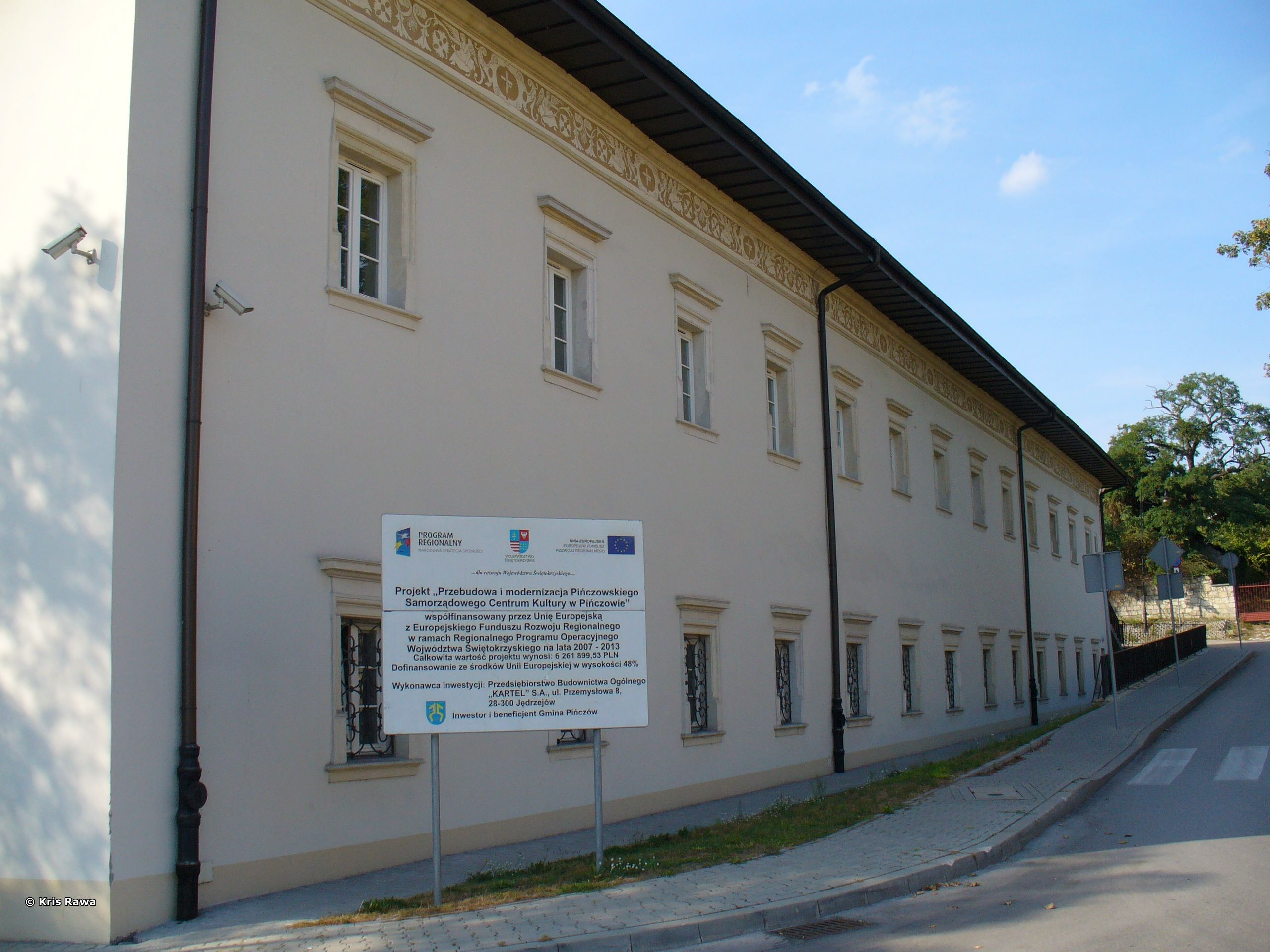
Edifício do antigo complexo do mosteiro paulino, atualmente o Museu Regional

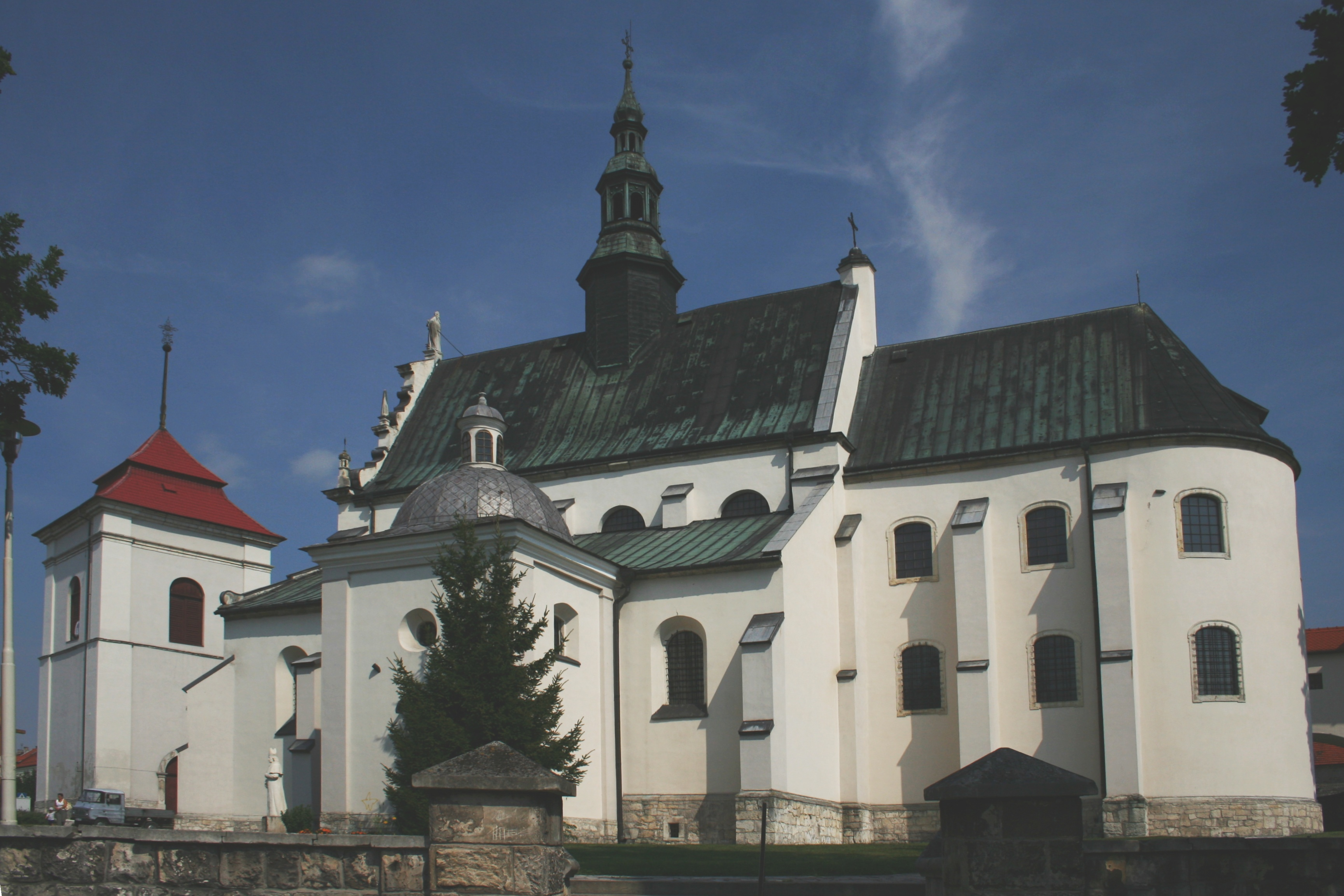
Igreja de São João Evangelista

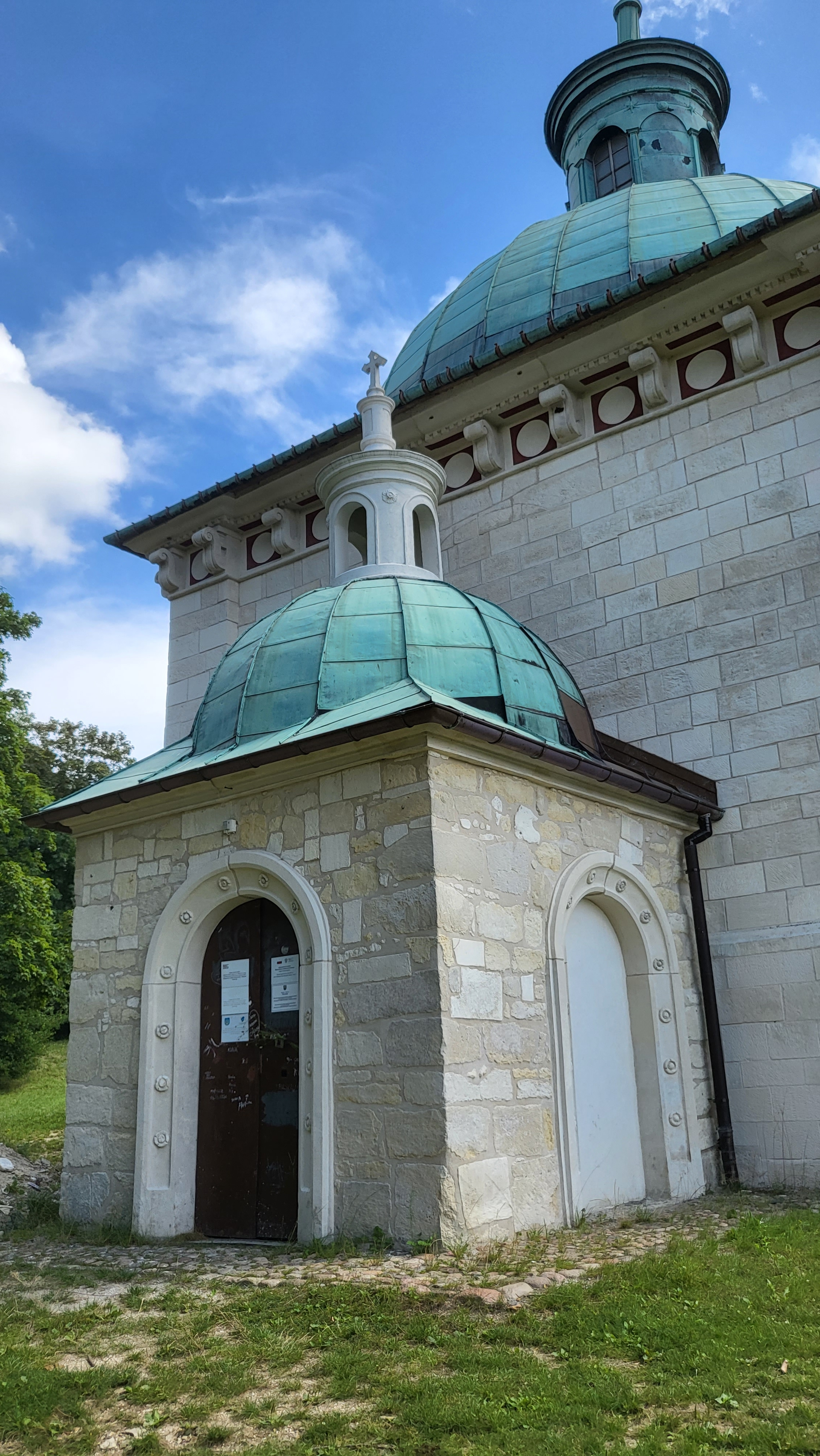
Capela de Santa Ana

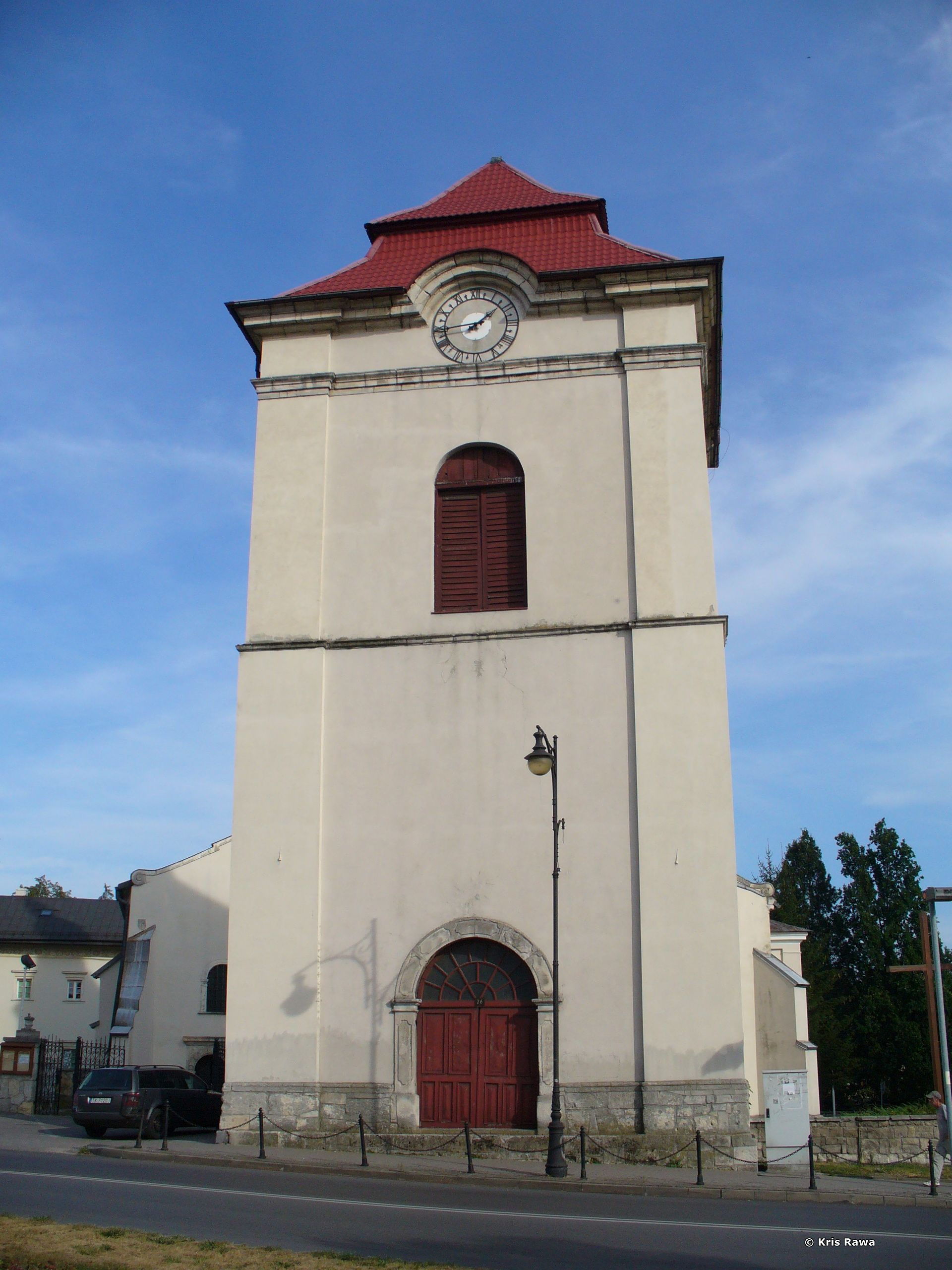
Torre sineira construída em 1685-1691 pelo arquiteto Wojciech Trybulski

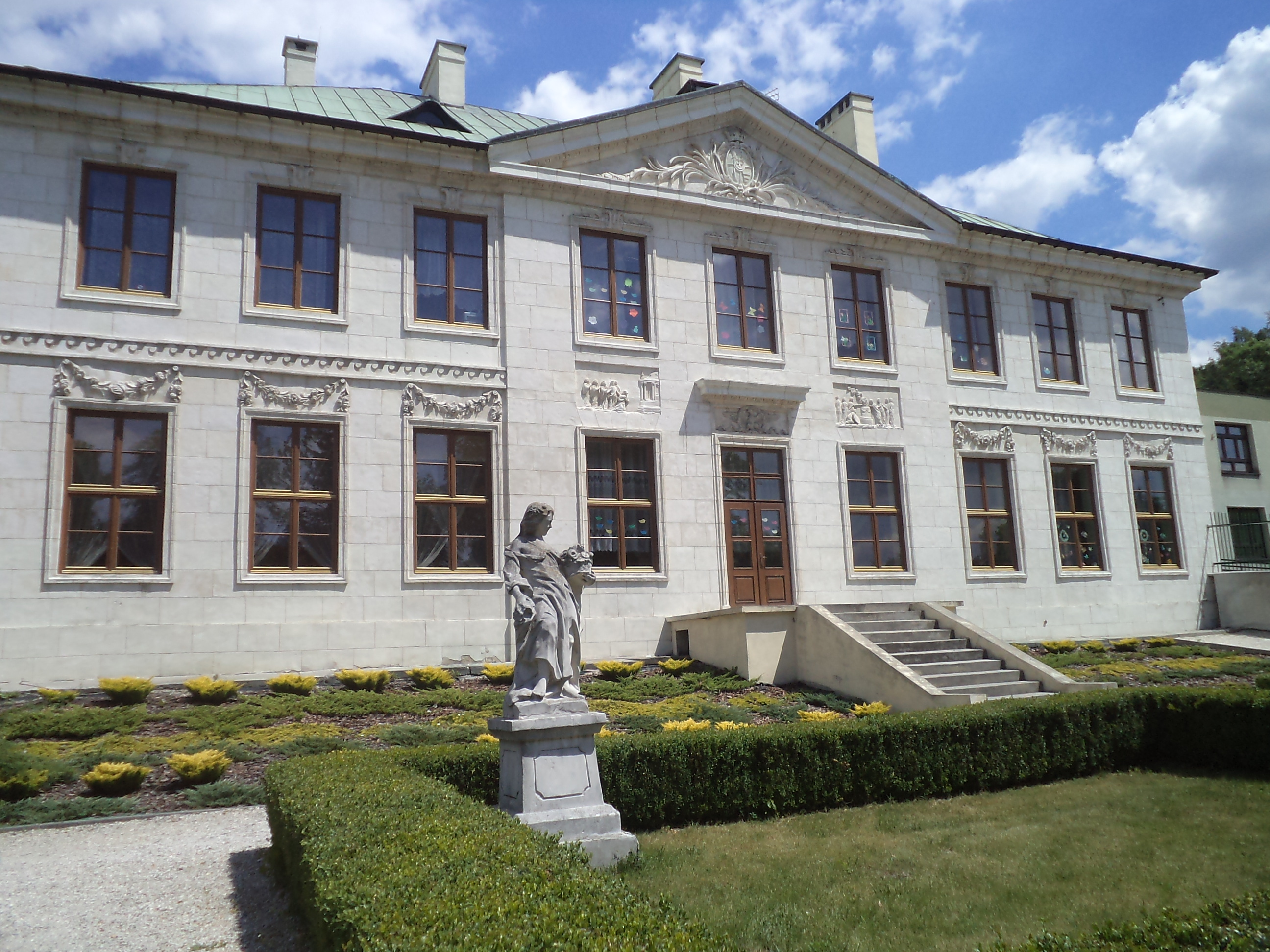
Palácio Wielopolski

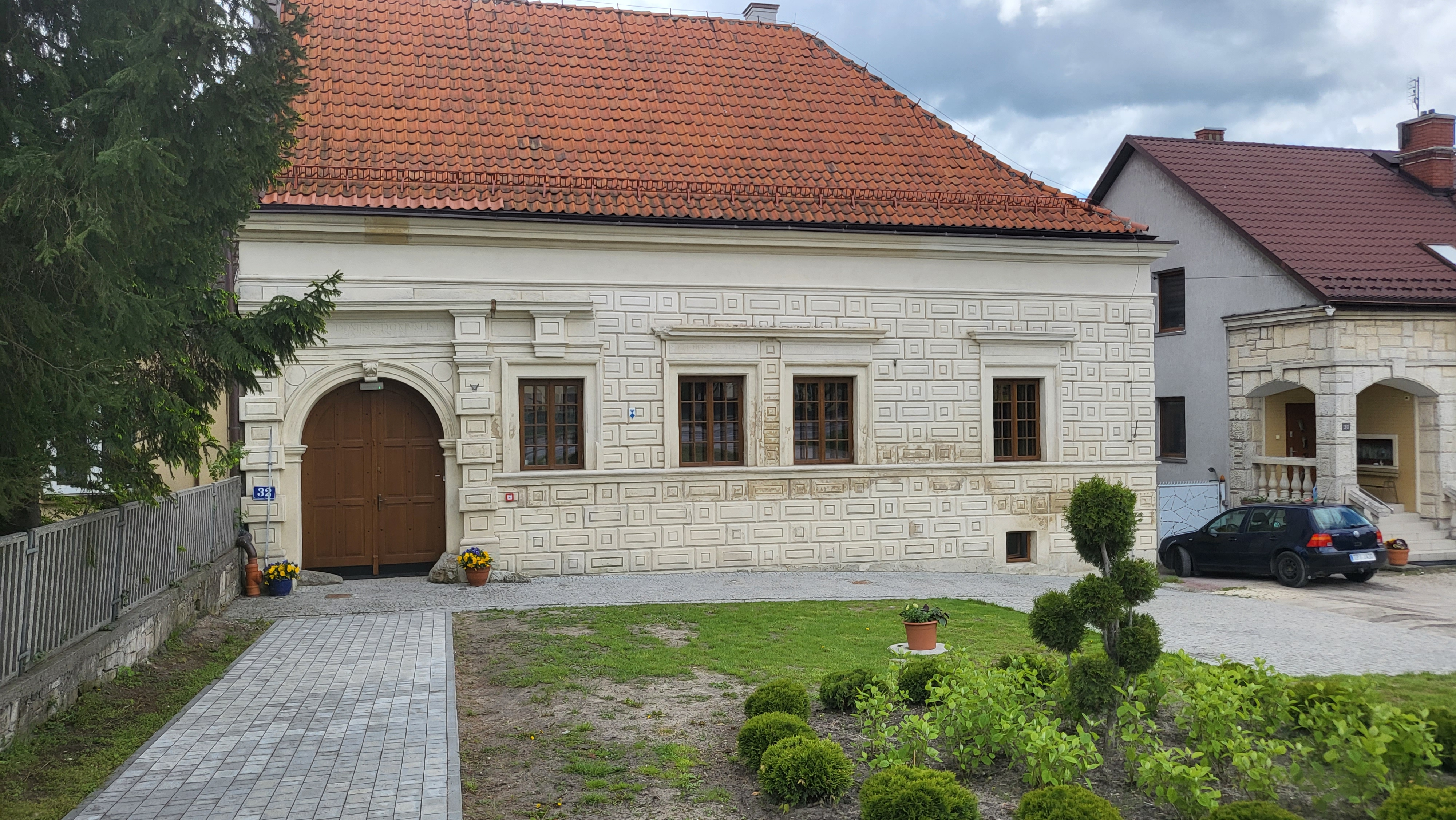
Casa Ariana em Mirów, da virada dos séculos XVI e XVII. Atualmente, ela abriga uma filial do museu

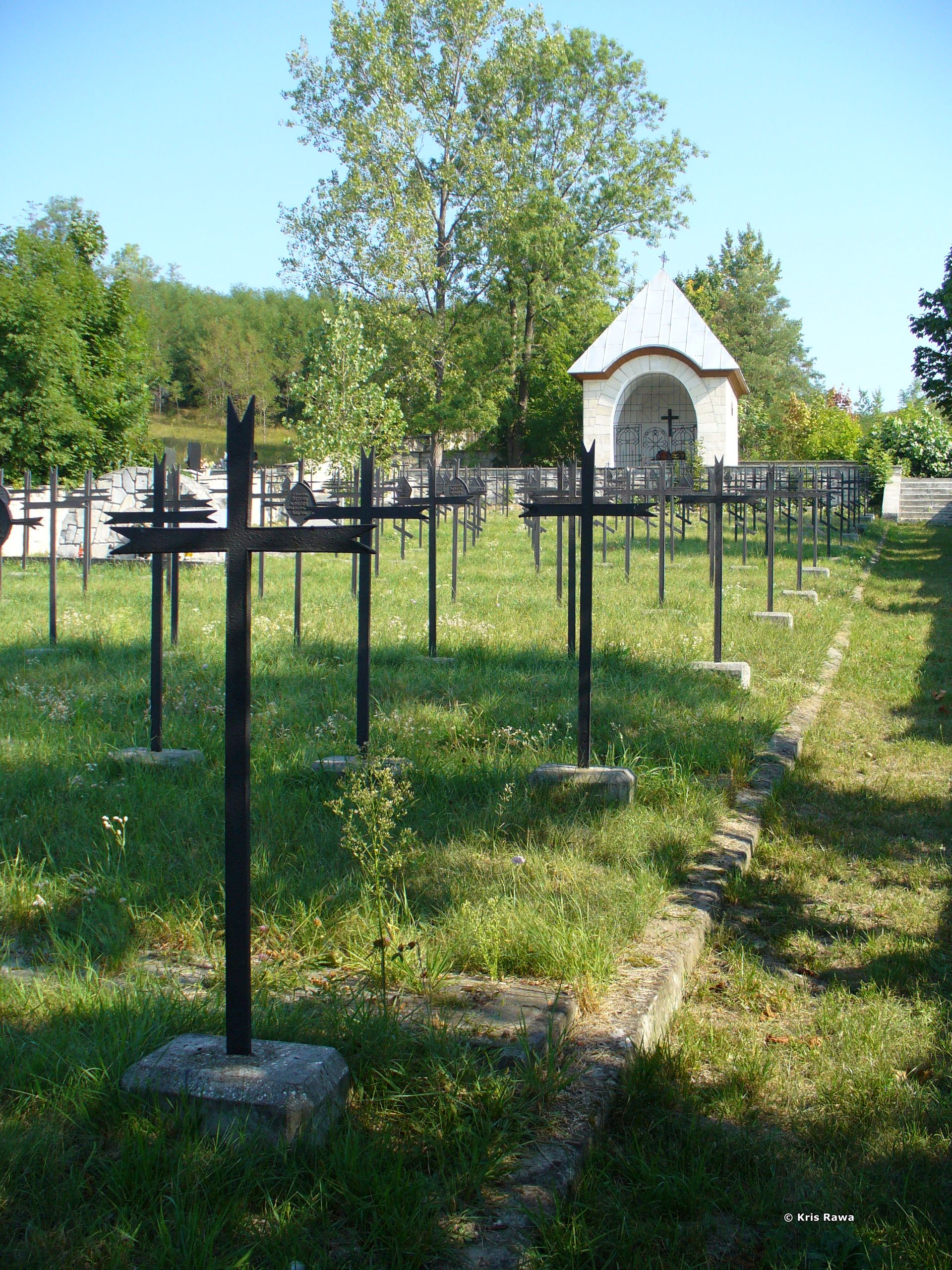
Cemitério da Primeira Guerra Mundial, 1914-1915

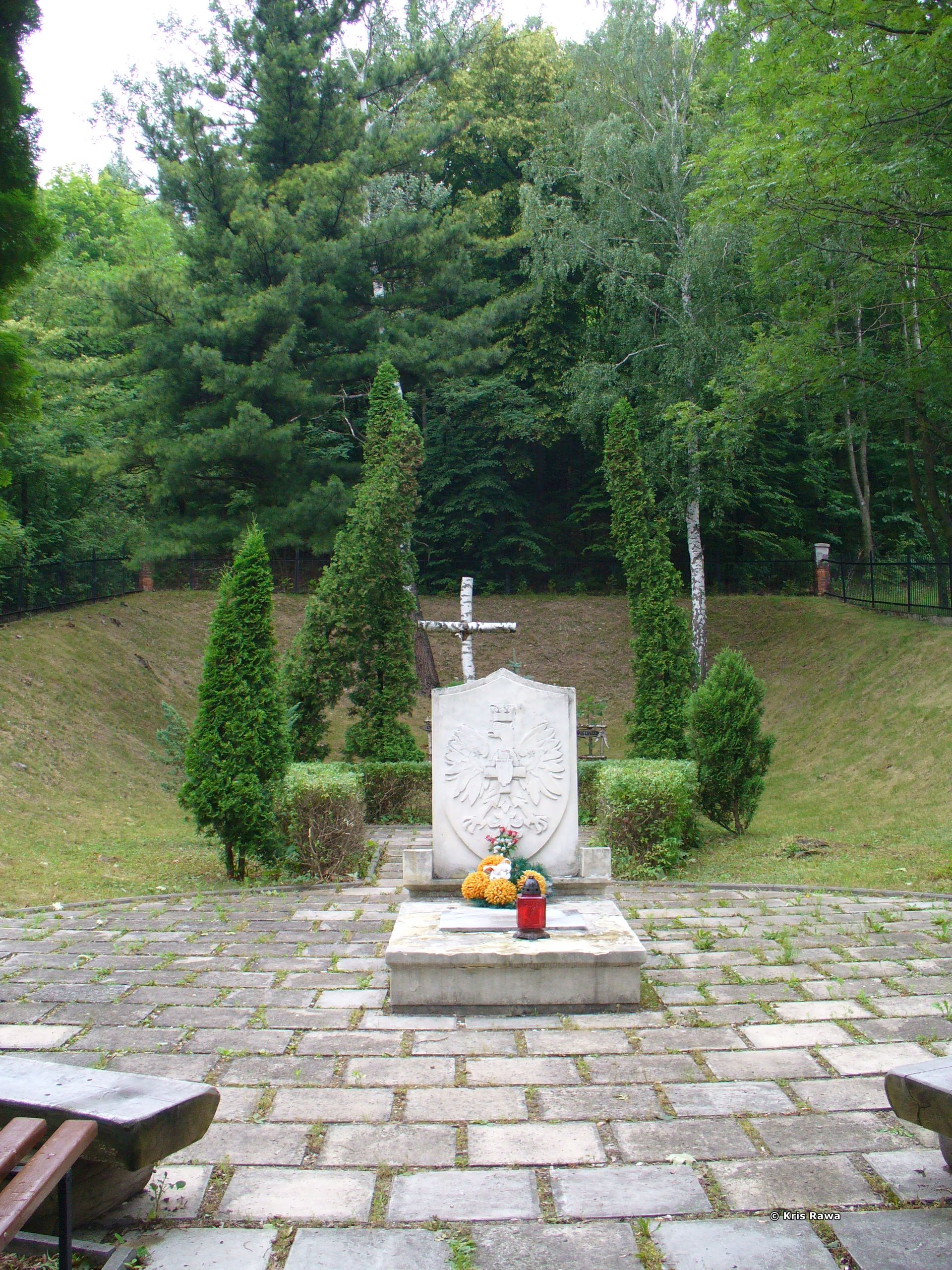
Cemitério no “Zawięzień”, na rua Listopada, 11. Local de memória nacional — local de execução histórica — antigo campo de tiro esportivo

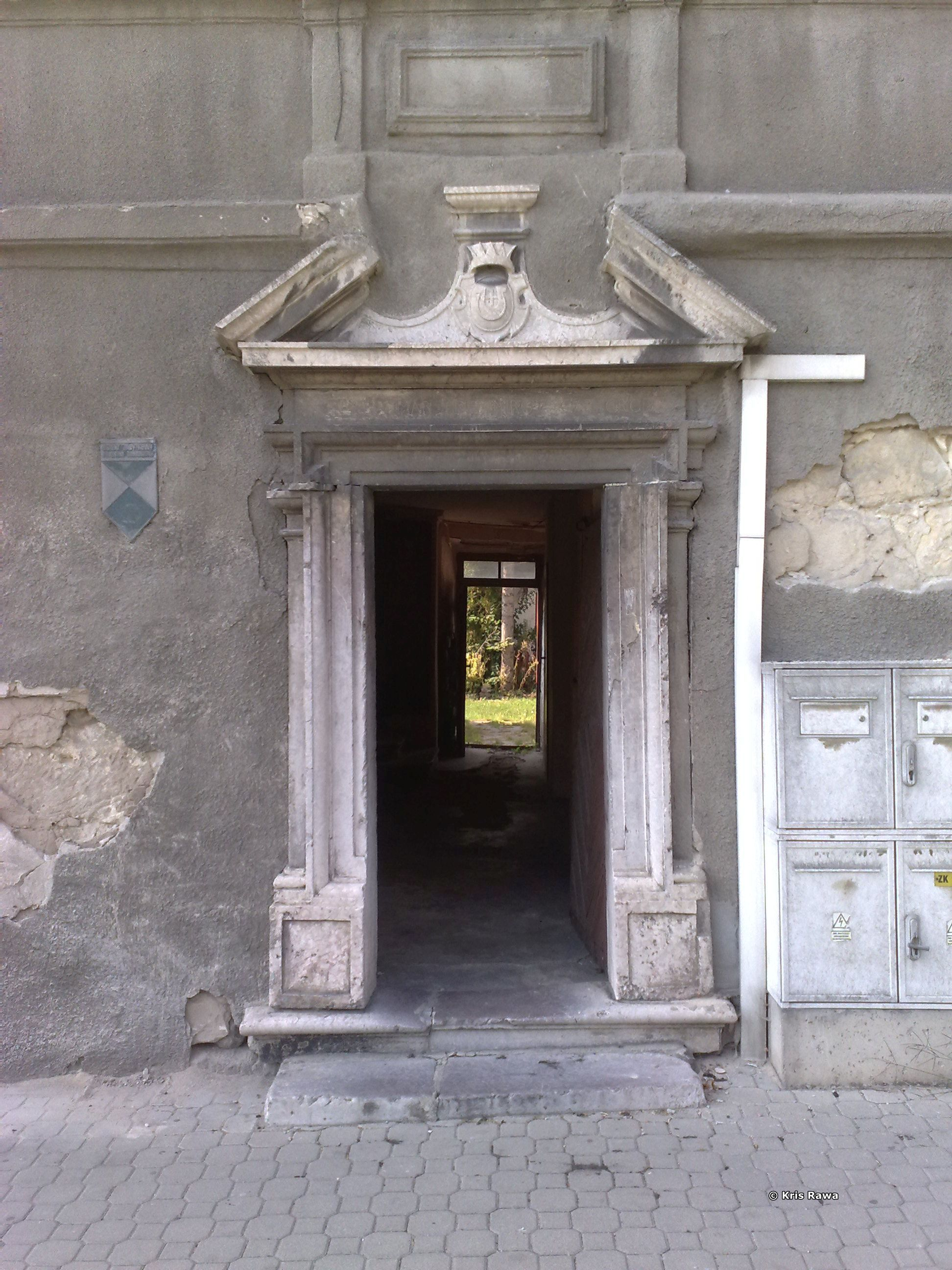
Portal com o brasão de armas de Jastrzębiec do castelo demolido em Pińczów

- Antigo complexo do mosteiro dos padres paulinos localizado na esquina da praça principal. A abadia foi fundada em 1449 pelo Cardeal Zbigniew Oleśnicki juntamente com seu irmão Jan Głowacz. Em 1550, durante a Reforma Protestante, Mikołaj Oleśnicki baniu os monges da cidade e transformou o mosteiro em uma congregação calvinista. Em 1551, a escola, mais tarde conhecida em toda a Polônia, foi fundada lá. Por um veredicto do Tribunal Principal da Coroa, os monges paulinos receberam de volta a propriedade confiscada por Oleśnicki. Os monges retornaram em 1586. Em 1819, o mosteiro foi dissolvido e sua propriedade passou a pertencer ao governo da Polônia do Congresso. O complexo do mosteiro inclui a igreja paroquial de São João Apóstolo e Evangelista. A igreja é conectada por uma passagem de ligação com o antigo edifício do mosteiro, que foi construído no século XVII. A entrada do edifício do mosteiro é feita por um portal encimado por um frontão triangular com o brasão de Dębno da família Oleśnica. Na ala norte do edifício há um relógio de sol de 1723. Atualmente, o edifício abriga o Museu Regional, o Centro Cultural do Governo Local e o cinema Belweder.

Em frente à igreja, há uma torre sineira construída em 1685–1691 pelo arquiteto Wojciech Trybulski. Ela consiste em dois andares separados por uma cornija. O conjunto é coberto por um telhado de tenda quebrada, encimado por uma torre com uma cruz. No lado oeste, sob o telhado, é possível ver o mostrador de um relógio. Três sinos góticos estão pendurados no campanário, com os nomes Jan, Fabian e Jutrzniak. No andar inferior, costumava haver um portão de cemitério com dois portais de pedra, pois a área ao redor da igreja e do mosteiro era um cemitério até o final do século XVIII. Duas placas comemorativas estão embutidas na parede norte da torre sineira. A mais antiga, erguida em 1933 no 250.º aniversário da vitória de Jan III Sobieski em Viena, e a mais nova, de 1998, comemora a pessoa de Józef Piłsudski e sua estadia em Pińczów em 1914.
- Complexo do mosteiro dos Frades Menores em Mirów. A igreja original foi fundada em 1587 pelo bispo de Cracóvia, Piotr Myszkowski. Seu sobrinho Zygmunt trouxe a Ordem dos Frades Menores para Pińczów em 1605. Após a intervenção dos Frades Menores, os bernardinos foram forçados a deixar Mirów, para onde retornaram em 1683. Nesse meio tempo, em 1619, a construção da igreja foi concluída. De 1910 a 1928, ela abrigou o hospital municipal. Em 1928, o mosteiro foi reativado. A igreja do mosteiro da Visitação da Bem-Aventurada Virgem Maria é um edifício de nave única. Foi construída no estilo renascentista tardio. Capelas quadradas cobertas por cúpulas com lanternas foram acrescentadas à nave em ambos os lados. A capela norte tem a invocação de São João Nepomuceno e a capela sul, a do Senhor Jesus. A fachada oeste ostenta o brasão dos fundadores, Jastrzębiec. O presbitério tem uma abóbada de berço com lunetas. O altar principal barroco data da segunda metade do século XVII e, atrás do altar, fica o oratório dos frades. Os móveis da igreja datam do século XVIII. Um dos altares laterais contém a pintura milagrosa de Nossa Senhora de Mirów. Ela data da segunda metade do século XVII. Segundo a tradição, ela foi trazida de Roma pelo Marquês Sigismundo Myszkowski. O edifício do mosteiro consiste em três alas conectadas por claustros. Foi construído entre 1686 e 1706.
- Capela de Santa Ana construída em estilo maneirista em 1600.
- Casa Ariana (também chamada injustificadamente de Casa de Impressão Ariana) em Mirów, da virada dos séculos XVI e XVII. Atualmente, ela abriga uma filial dos Arquivos do Estado em Kielce. Um portal decorado com uma inscrição em latim leva ao interior.
- Palácio Wielopolski de 1789, provavelmente projetado por Franciszek Nax. É um edifício de dois andares. Sua fachada é decorada com relevos de estuque representando cenas mitológicas. A fachada também apresenta o brasão de armas de Franciszek Wielopolski.
- Pavilhão do jardim em forma de torre do século XVI, construído por Santi Gucci. Está localizado no parque próximo ao palácio Wielopolski. Foi construído em um plano pentagonal. No lintel do portal superior está o brasão de armas Jastrzębiec da família Myszkowski.
- Restos do castelo Pińczów do século XIII, reconstruído no século XVI com um projeto de Santi Gucci. O castelo foi demolido na virada dos séculos XVIII e XIX.
- Cemitério paroquial localizado na encosta sul da colina, na rua Grodziskowa. Ele foi criado no final do século XVIII, depois que o cemitério da igreja paulina foi fechado. As lápides mais antigas preservadas datam do início do século XIX, e sua maior concentração está no chamado Cemitério Antigo, que agora é um lapidário de esculturas de lápides (principalmente clássicas). Os obeliscos e colunas colocados em pedestais são cobertos por vasos e urnas decorados com rica decoração floral: trevo, hera, folhas de louro e flores-do-campo. As lápides são decoradas com brasões, ampulhetas e inscrições rimadas esculpidas em pedra, além de estátuas da Virgem Maria, de Cristo, crucifixos e figuras dos santos padroeiros dos falecidos.[20]
- O cemitério de guerra da Primeira Guerra Mundial, datado de 1914–1915, fica ao lado do cemitério paroquial no lado leste. Há 938 soldados mortos enterrados lá, incluindo os exumados e transferidos em 1937 dos cemitérios de guerra em Kijy e Skowronno Górne. Entre os enterrados estão 9 soldados do exército alemão, 497 do exército russo e 432 do exército austro-húngaro. Na capela do cemitério, há também uma placa de mármore em homenagem a cinco batedores de Pińczów da tropa das Fileiras Cinzentas assassinados pelos alemães em 1943: Waldemar Kaczmarczyk, Janusz Laskowski, Czesław Lech, Zdzisław Marczewski, segundo-tenente Antoni Piasecki.[21]
- Cemitério na “Zawięzień”, na rua Listopada, 11, em Pińczów. Local de Memória Nacional — local de execução histórica — antigo estande de tiro esportivo. Entre 1939 e 1944, a Gestapo, a polícia militar e a Expedição Penal realizaram muitos assassinatos de poloneses. As execuções foram realizadas nesse local e do lado de fora do muro da prisão. Em 1 de julho de 1943, quatro instrutores de escotismo das fileiras cinzentas foram enterrados aqui após serem baleados do lado de fora do muro da prisão.
- Edifício da virada dos séculos XVIII e XIX na avenida Piłsudski. Seu frontão é decorado com um portal com o brasão de armas de Jastrzębiec do castelo demolido.
- Antiga Sinagoga, construída entre 1594 e 1609, é uma das mais antigas sinagogas preservadas na Polônia.
- Linha ferroviária suburbana de bitola estreita Świętokrzyska — uma atração turística, chegou a Pińczów na década de 1920, conectava Pińczów com, entre outras, Hajdaszek (mais adiante Jędrzejów e Szczucin) e Kocmyrzów. Atualmente, ela está ativa na rota para Umianowice e mais adiante para Jędrzejów ou Hajdaszek; a rota para Wiślica está intransitável, mas há planos de operá-la, inicialmente na seção entre Pińczów e Młodzawy.

## Transporte
A cidade tem uma estação ferroviária em Pińczów, uma rodoviária e uma pista de pouso usada pelo Aeroclube Regional de Pińczów.
As seguintes estradas provinciais passam por Pińczów:
- Estrada provincial n.º 766 Morawica − Pińczów (desvio parcial) − Węchadłów
- Estrada provincial n.º 767 Pińczów − Busko-Zdrój

## Educação

Escolas em Pińczów
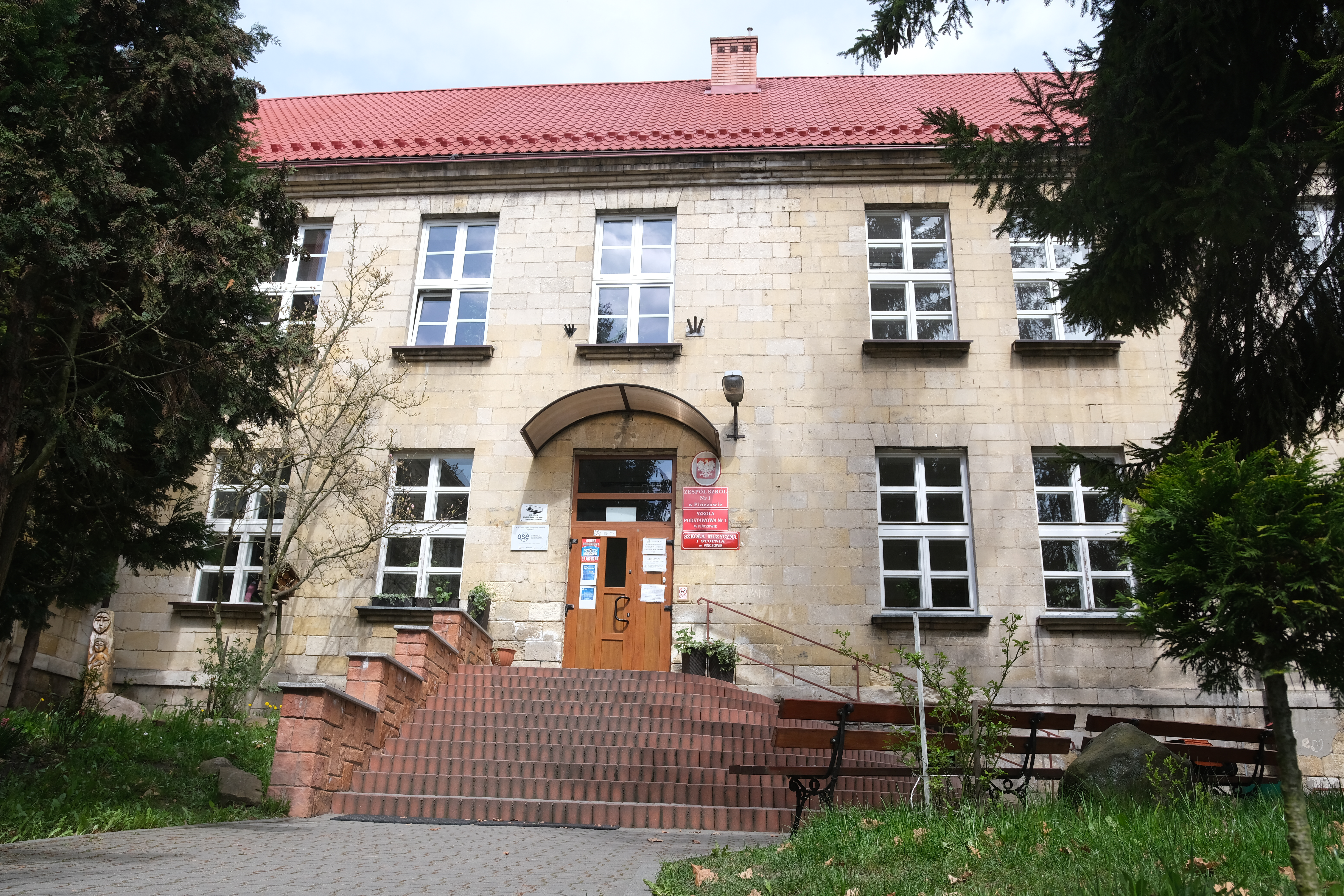
Entrada principal do prédio do Complexo Escolar n.º 1 na rua Szkolna
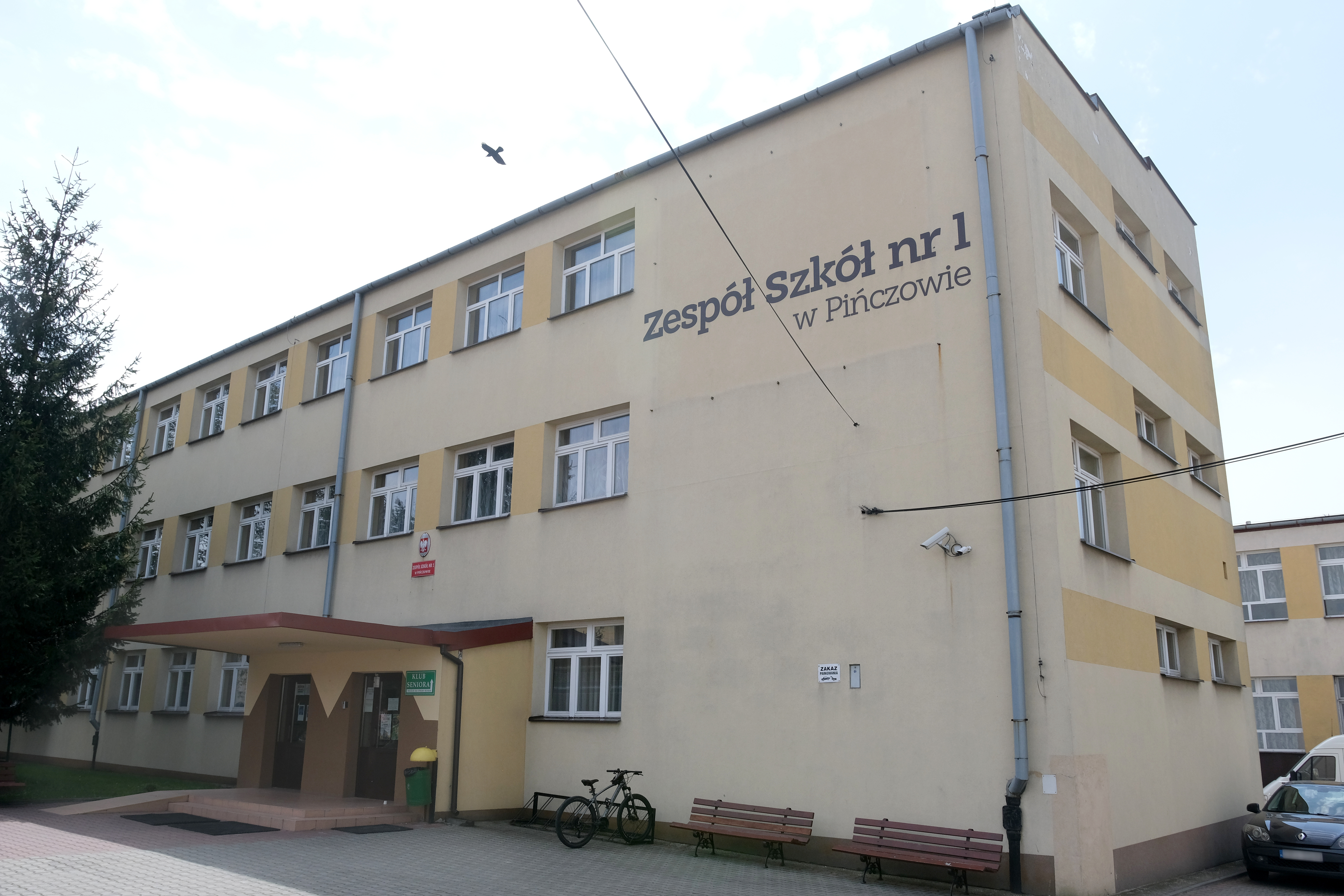
Frente do prédio do Complexo Escolar n.º 1 na rua 1 Maja
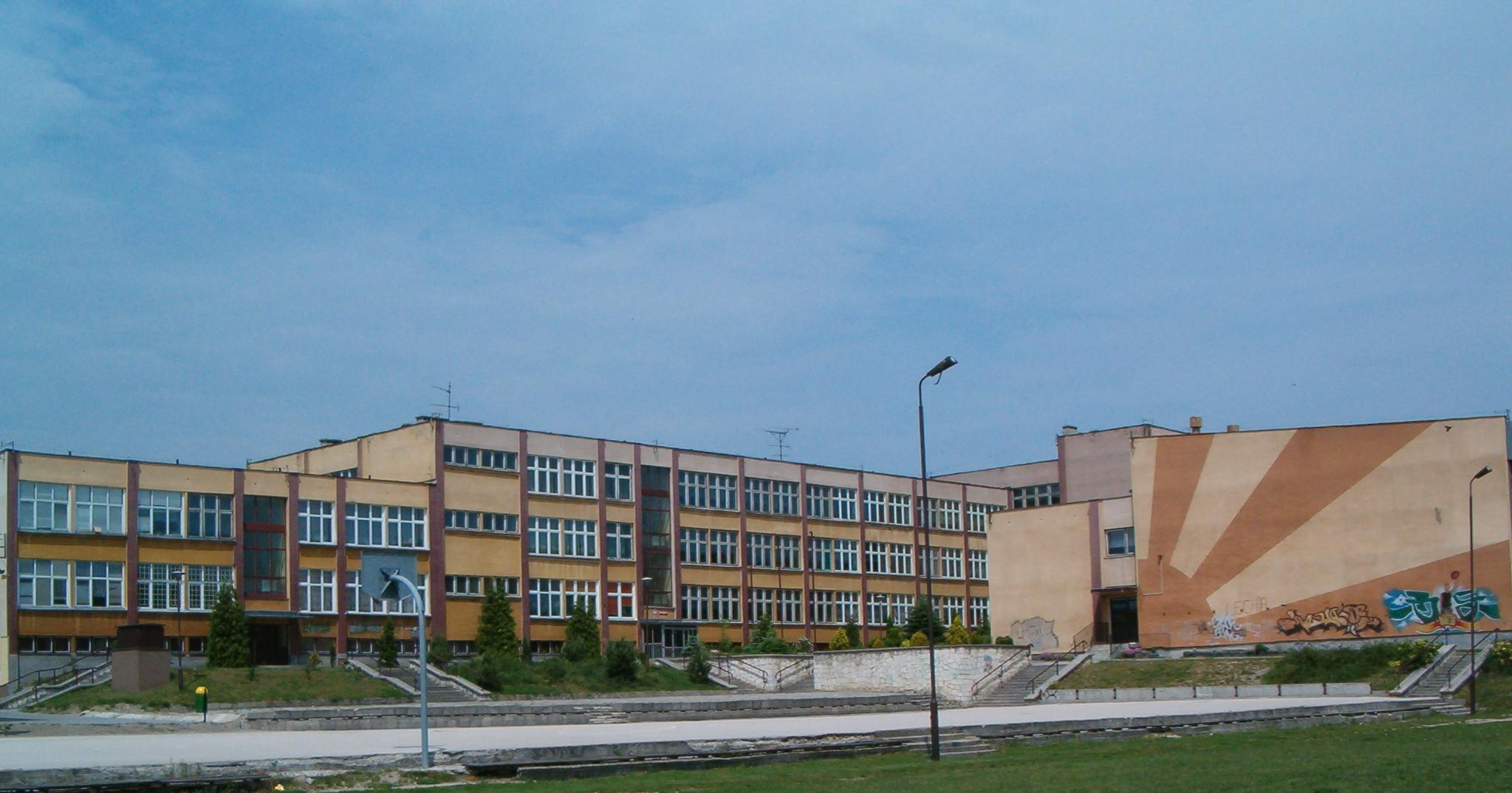
Escola primária n.º 2
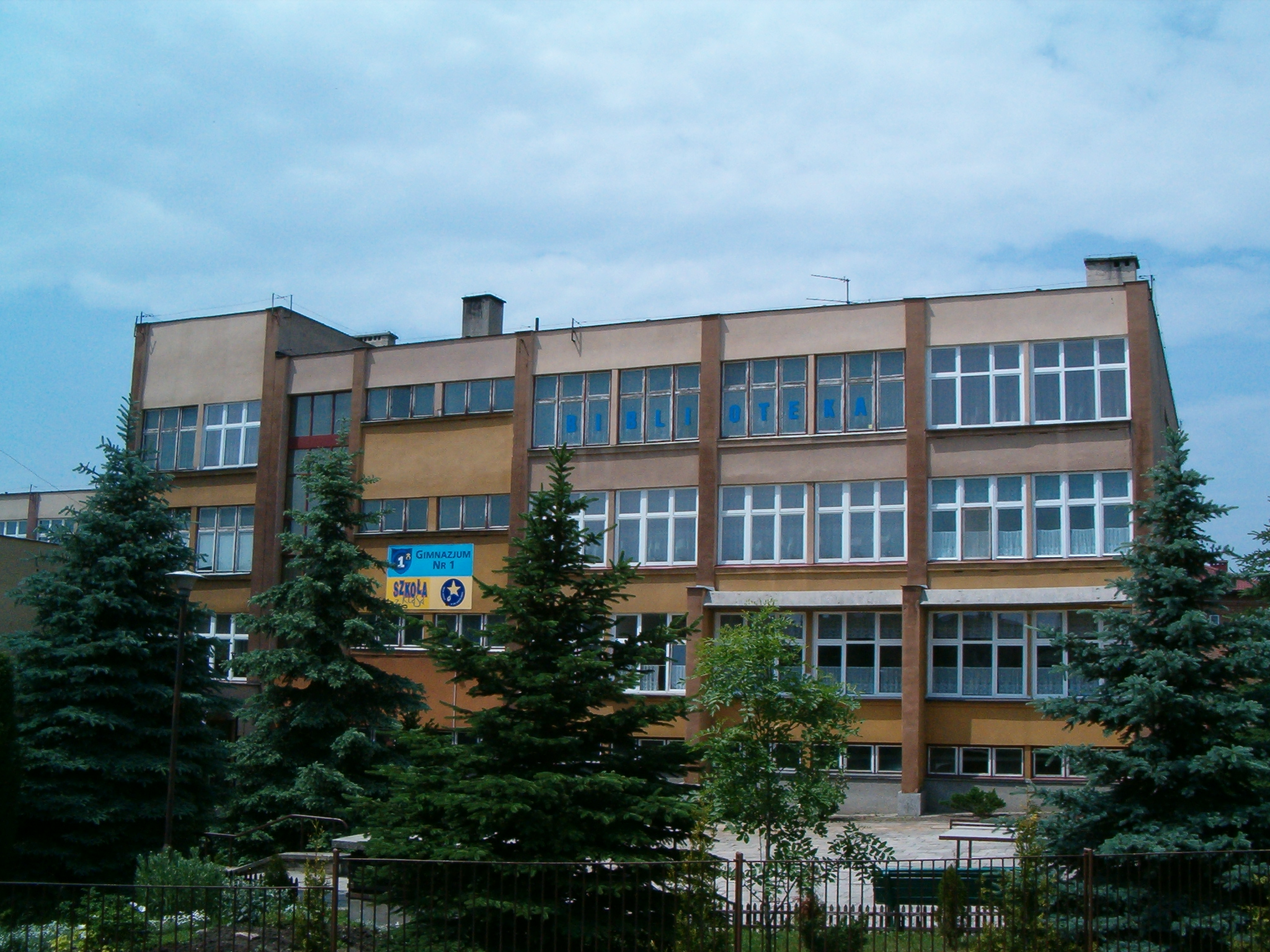
Escola de ensino médio nº 1

Escolas primárias
- Complexo de escolas públicas n.º 1[22]
  - Escola primária n.º 1
  - Escola de Música de primeiro grau
- Escola primária pública n.º 2 João Paulo II[23]

Escolas secundárias
- Escola secundária Hugon Kołłątaj, a mais antiga escola desse tipo na Polônia[24]
- Complexo Escolar Stanisław Staszic[25]

## Meios de comunicação
Rádio
Há uma estação de rádio local em Pińczów, “Twoje Radio Pińczów”, transmitindo em 1332 kHz AM; além disso, a estação de rádio da Internet “Radio Ponidzie” também transmite para Pińczów.
Internet
Pińczów tem o portal de internet “Serwis Internetowy Miasta Pińczów” (Serviço de internet da cidade de Pińczów).
Imprensa
Entre a imprensa, o “Tygodnik Ponidzia” local está disponível todas as terças-feiras, e o “Głos Pińczowski” (outrora publicado como um jornal de notícias antes da guerra) é publicado mensalmente pela Sociedade de Amigos de Ponidzia.

## Recreação
Há uma piscina municipal, “Delfinek”, que tem conexão direta com a Escola primária n.º 2 em Pińczów. Desde outubro de 2010, um parque infantil multifuncional “Orlik” também está disponível, bem ao lado da piscina. Há também um centro equestre e uma parede de escalada.
A canoagem no rio Nida é popular no verão, assim como os voos turísticos em um motoplanador, parapente e avião no Aeroclube de Pińczów.

## Comunidades religiosas

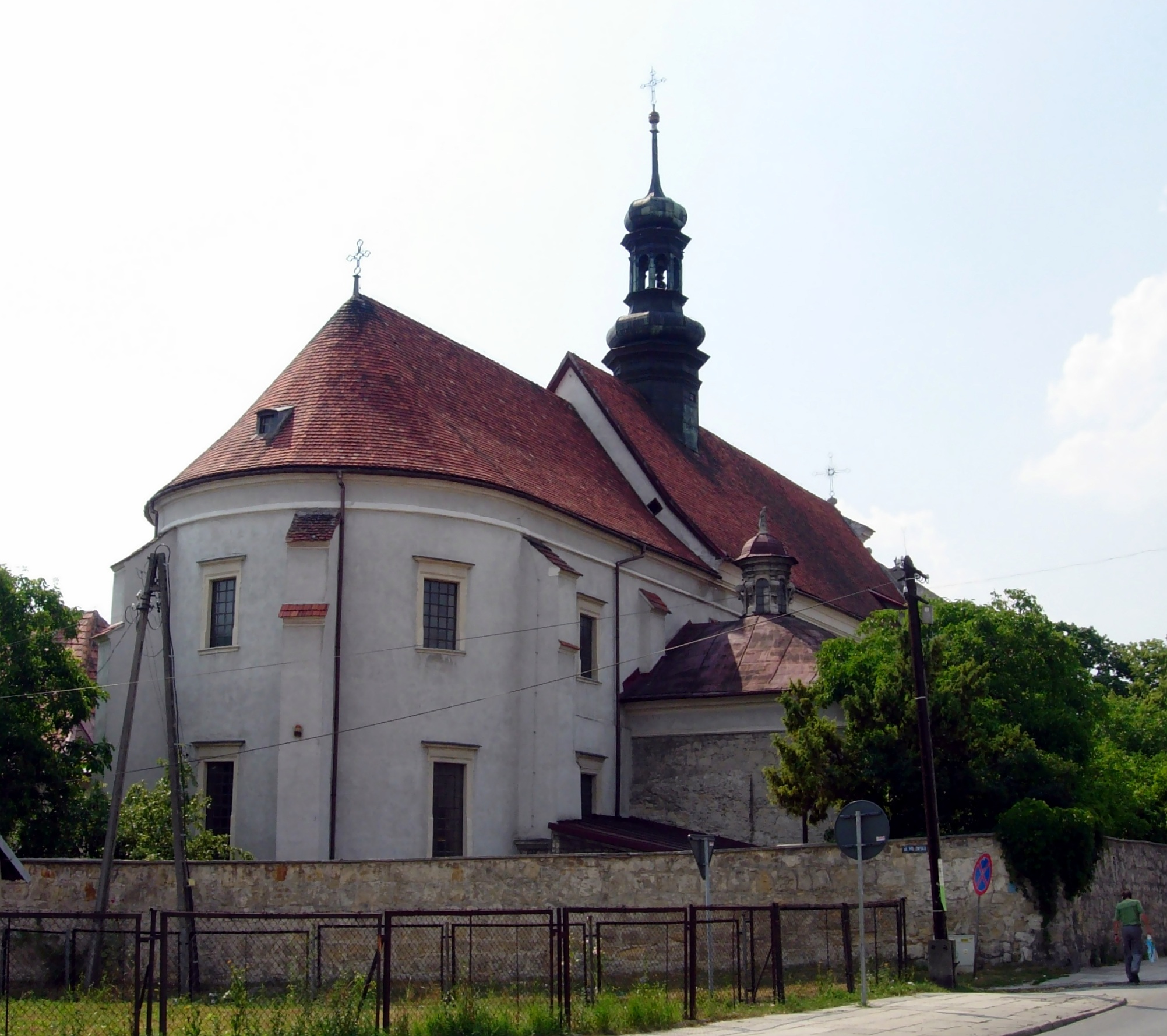
Igreja da Visitação da Bem-Aventurada Virgem Maria

As seguintes igrejas e associações religiosas realizam atividades na cidade:
- Igreja dos Cristãos de Fé Evangélica na República da Polônia:
  - Igreja Cristã de Fé Evangélica[26]
- Igreja Católica de Rito Latino:
  - Paróquia de São João Apóstolo e Evangelista[27]
  - Paróquia da Divina Misericórdia[28]
  - Paróquia da Visitação da Bem-Aventurada Virgem Maria[29]
- Testemunhas de Jeová:
  - Igreja em Pińczów (Salão do Reino).